# Stephen Philip Jackson

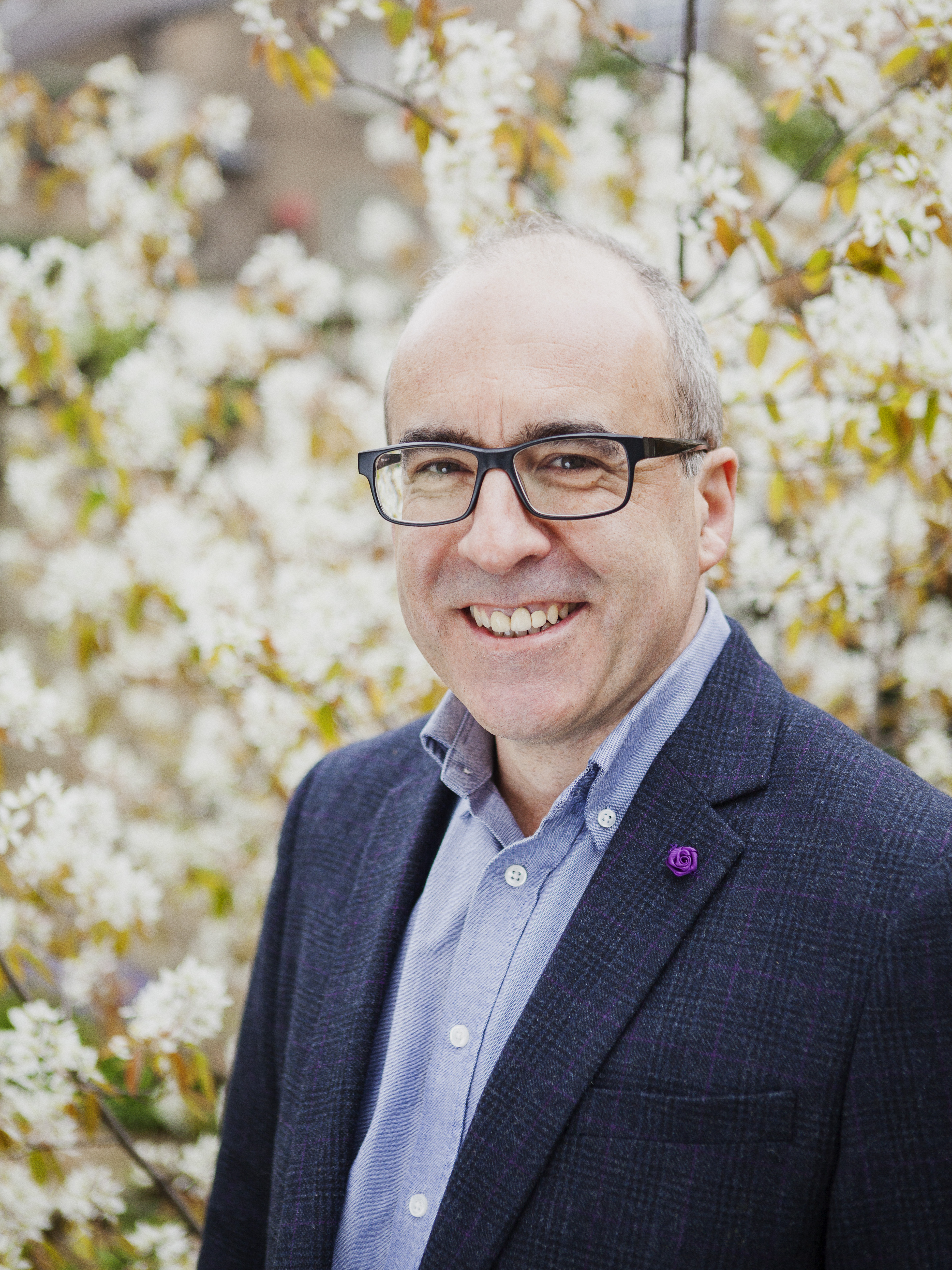
Stephen Philip Jackson, vor 2017

Stephen Philip Jackson (* 17. Juli 1962 in Nottingham) ist ein britischer Biochemiker, Pharmaforscher und Molekularbiologe.

## Leben
Jackson studierte Biochemie an der University of Leeds mit dem Bachelor-Abschluss 1983. Dann ging er zum Graduate-Studium zu Jean Beggs am Imperial College London und der University of Edinburgh und wurde 1987 promoviert (Ph.D.). Seine Dissertation handelte über RNA-Splicing bei Hefe (Cloning and characterisation of the RNA8 gene of Saccharomyces cerevisiae). Als Post-Doktorand war er bei Robert Tjian an der University of California, Berkeley. Ab 1991 wirkte er als Junior-Gruppenleiter am Wellcome-CRC-Institute (heute Gurdon Institute) der Universität Cambridge. Heute ist er dort Senior-Gruppenleiter und Direktor der Cancer Research UK Laboratories. Außerdem ist er Fellow des St. John’s College in Cambridge und Frederick James Quick Professor für Biologie in Cambridge und Mitglied des Wellcome Trust Sanger Institute.
Er ist bekannt für seine Forschung zur Regulierung der DNA-Reparatur, die Anwendung in der Krebsforschung und der Suche nach Krebsmedikamenten findet. Jackson entwickelte Screening-Methoden mit hohem Durchsatz, die bei seiner Firma vielversprechende Kandidaten für Krebsmedikamente (zum Beispiel Eierstock- und Brustkrebs) lieferten. 1997 gründete er die Firma KuDOS Pharmaceuticals – 2005 an AstraZeneca für 210 Millionen Dollar verkauft – und 2011 Mission Pharmaceuticals.
2008 erhielt er den GlaxoSmithKline Award, 2011 die Buchanan Medal und 2016 sowohl den König-Faisal-Preis als auch den A.H.-Heineken-Preis für Medizin, 2019 den Léopold-Griffuel-Preis. Er ist Fellow der Royal Society (2008) und Fellow der Academy of Medical Sciences. 1997 wurde er EMBO-Mitglied.